# 中町 (町田市)
中町（なかまち）は、東京都町田市の町名。現行行政地名は中町一丁目から四丁目。住居表示実施済みで、郵便番号は194-0021。

## 地理
町田市中部に位置する。東は本町田、南大谷、西は森野、南は原町田、北は旭町と接している。町域は菱形をしており、ほぼ碁盤の目状に街区が整備されている。

### 地価
住宅地の地価は、2014年（平成26年）1月1日に公表された公示地価によれば、中町2-8-4の地点で28万6000円/m2となっている。町田市で最も地価が高い。

## 歴史

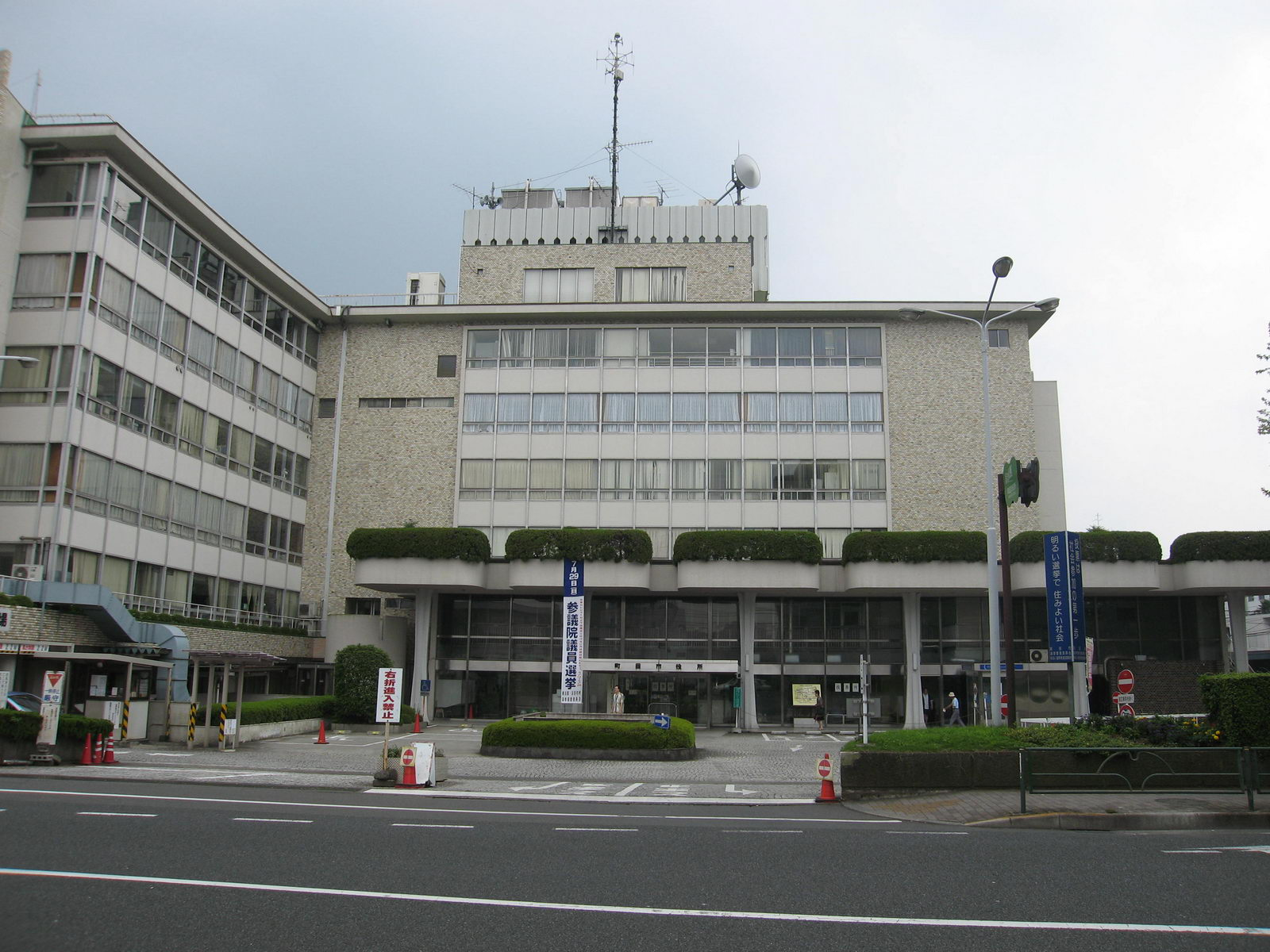
旧町田市役所 本庁舎

当該地区にあった町田市役所は2012年7月に森野二丁目に移転した。旧町田市役所本庁舎跡地には、芝生広場「町田シバヒロ」が整備された。また、2017年11月には町田消防署が本町田に移転した。

### 地名の由来
町田市の中心にあることから名づけられた。

### 沿革
- 1965年（昭和40年）7月1日 - 住居表示の実施により、中町一丁目〜四丁目を新設。
  - 中町一丁目は原町田の一部より新設。
  - 中町二丁目は原町田、本町田のそれぞれ一部より新設。
  - 中町三丁目は本町田、南大谷のそれぞれ一部より新設。
  - 中町四丁目は本町田の一部より新設。

### 治安・風紀の維持
2012年、東京都は中町一丁目を都迷惑防止条例に基づき、客引きやスカウトのみならず、それらを行うために待機する行為なども禁止する区域に指定した。

## 世帯数と人口
2018年（平成30年）1月1日現在の世帯数と人口は以下の通りである。
| 丁目       | 世帯数    | 人口    |
| ---------- | --------- | ------- |
| 中町一丁目 | 1,378世帯 | 2,722人 |
| 中町二丁目 | 1,262世帯 | 2,089人 |
| 中町三丁目 | 1,470世帯 | 2,575人 |
| 中町四丁目 | 1,157世帯 | 2,217人 |
| 計         | 5,267世帯 | 9,603人 |

## 小・中学校の学区
市立小・中学校に通う場合、学区は以下の通りとなる。
| 丁目       | 番地 | 小学校                 | 中学校                 |
| ---------- | ---- | ---------------------- | ---------------------- |
| 中町一丁目 | 全域 | 町田市立町田第一小学校 | 町田市立町田第一中学校 |
| 中町二丁目 | 全域 | 町田市立町田第一小学校 | 町田市立町田第一中学校 |
| 中町三丁目 | 全域 | 町田市立町田第一小学校 | 町田市立町田第一中学校 |
| 中町四丁目 | 全域 | 町田市立町田第一小学校 | 町田市立町田第一中学校 |

## 交通

### 鉄道
東日本旅客鉄道（JR東日本）・小田急電鉄
横浜線・小田急小田原線　：　町田駅

### 路線バス
- 町田駅

### 道路・橋梁
- 東京都道47号八王子町田線（町田街道）
  - 中央橋
- 東京都道52号相模原町田線（鎌倉街道）
- 東京都道3号世田谷町田線（鶴川街道）
- 森野中町大通り

## 施設
官公署
- 町田市保健所
- 町田公証役場
- 国税庁東京国税局町田税務署
- 東京都町田合同庁舎
  - 東京都八王子都税事務所町田都税支所
  - 東京都南多摩東部建設事務所

文化
- 町田市子どもセンターまあち
- 町田市立さるびあ図書館

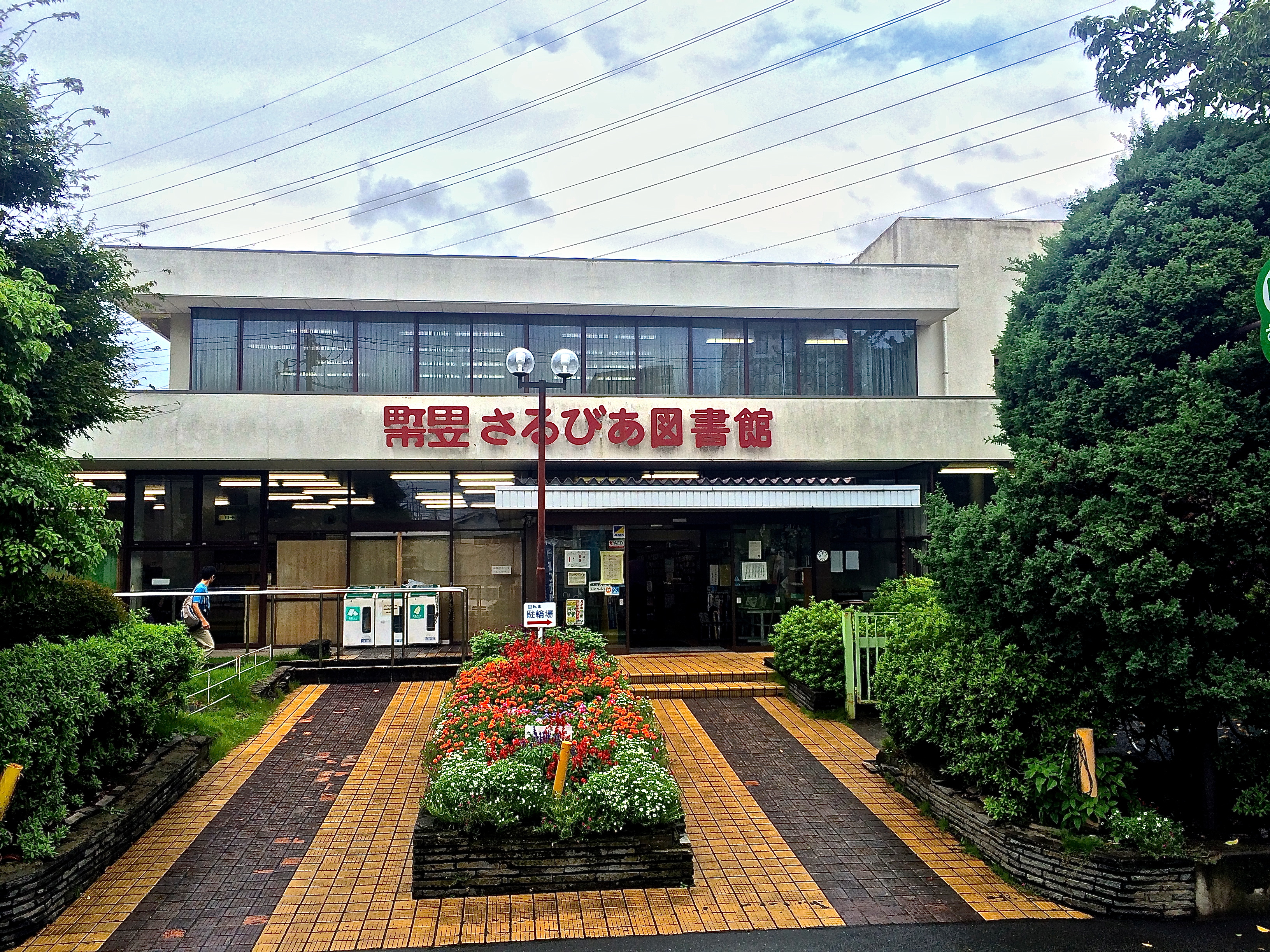
町田市立さるびあ図書館

- 町田市子ども発達センター - 敷地内に「国鉄D51形蒸気機関車」が静態保存されている[9]

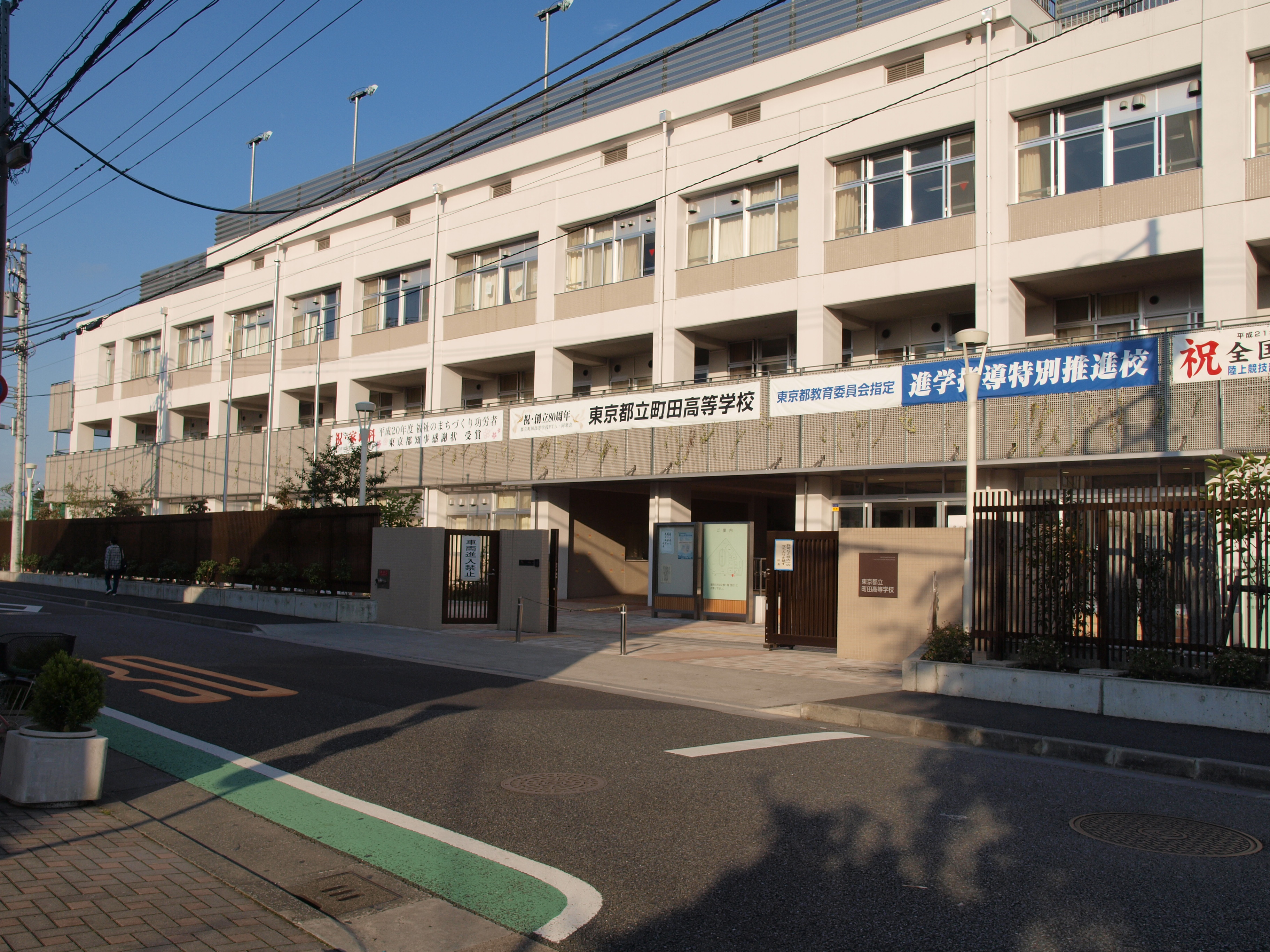
東京都立町田高等学校

- 泰巖歴史美術館

教育
- 小学校
  - 町田市立町田第一小学校
- 中学校
  - 町田市立町田第一中学校
- 高等学校
  - 東京都立町田高等学校
  - 町田調理師専門学校（高等課程）
  - 町田美容専門学校（高等課程）
- 専修学校
  - 町田調理師専門学校
  - 町田福祉保育専門学校
  - 町田美容専門学校

警察
- 町田警察署中町交番（旧・市役所前交番）

病院
- 医療法人社団三友会 あけぼの病院

ホテル
- 東横INN 町田駅小田急東口

商業
- スーパー三和 中町店
- スーパー三和 栄通り中町店
- ドラッグストアいわい 町田中町店
- ドラッグセイムス 町田中町店

金融機関
- りそな銀行町田中央支店
- 山梨中央銀行町田支店
- 城南信用金庫原町田支店

公園
- 芝生広場「町田シバヒロ」